# Mirogniew (województwo pomorskie)
Mirogniew – kolonia w Polsce położona w województwie pomorskim, w powiecie człuchowskim, w gminie Człuchów.
W latach 1975–1998 miejscowość administracyjnie należała do województwa słupskiego.
W roku 1905 Mirogniew zamieszkiwało 50 osób. Aktualnie miejscowość zamieszkiwana jest przez 33 osoby (dane na 2017 rok).